# United States Fish and Wildlife Service
Der United States Fish and Wildlife Service (abgekürzt USFWS oder FWS) ist eine dem US-Innenministerium unterstellte Behörde, deren Aufgabe die Erhaltung der Natur und ihrer Artenvielfalt in den Vereinigten Staaten ist. Er hatte im Jahr 2020 ein Budget von 2,952 Milliarden US-Dollar und 7970 Mitarbeiter.

## Struktur und Aufgaben
Die Behörde beinhaltet unter anderen folgende Einheiten:
- Bird Habitat Conservation
- Endangered Species Program
- Federal Duck Stamp
- National Fish Hatchery System
- National Wildlife Refuge System

Der FWS unterhält etwa 70 als National Fish Hatcheries bezeichnete Fischfarmen. In ihnen werden Fische zum Besatz von Fließ- und Stillgewässern in den gesamten Vereinigten Staaten gezüchtet. Damit werden einerseits der Verlust von Laichstandorten durch Wasserbaumaßnahmen ausgeglichen, andererseits Gewässer mit attraktiven Arten für den Angelsport besetzt.
Daneben werden, teils mit anderen Organisationen, über 520 National Wildlife Refuges genannte Naturschutzgebiete verwaltet. Seit dem Jahr 2000 beziehungsweise 2006 auch zwei National Monuments: Hanford Reach National Monument im US-Bundesstaat Washington und Papahānaumokuākea Marine National Monument, ein gewaltiges Meeresgebiet nordwestlich von Hawaii (gemeinsam mit der NOAA). Innerhalb der NWRs betreut der FWS 71 (Stand: Januar 2010) Wilderness Areas, die strengste Schutzgebietsklasse der Vereinigten Staaten. Dazu kommen über 36.000 kleine und kleinste Schutzgebiete vorwiegend in der Prairie Pothole Region unter dem Namen Waterfowl Production Areas, weil sie zentrale Bedeutung für die Fortpflanzung von Wasservögeln haben. Die Aufgabe der verschiedenen Schutzgebiete ist es außerdem, die Beziehung der Besucher zu den Naturschutzgebieten zu vertiefen, um dem Schutzzweck dauerhaft gerecht zu werden. Hierzu nutzt der Fish and Wildlife Service das Konzept der Natur- und Kulturinterpretation (Heritage Interpretation). In den Schutzgebieten übt der FWS durch seine refuge officers selbst die Polizeigewalt aus.
Dem FWS unterstehen die rund 120 wildlife inspectors, die überwiegend an den Außengrenzen und Flughäfen die Einfuhr von geschützten Tieren und Pflanzen gemäß Washingtoner Artenschutzübereinkommen CITES und anderen Normen kontrollieren. Etwa 260 special agents sind zuständig für Ermittlungsaufgaben und Strafverfolgung in Bezug auf Schmuggel und illegalen Handel mit geschützten Tieren und Pflanzen, den Vollzug der bundesrechtlichen Jagdbestimmungen und die Ausbildung aller Polizeibehörden der Vereinigten Staaten in Naturschutzrecht und benachbarten Themen. Der FWS unterhält hierzu ein kriminaltechnisches Labor.
Der FWS betreibt das National Eagle Repository, dem sämtliche in den Vereinigten Staaten aufgefundene tote Weißkopfseeadler und Steinadler zugeschickt werden müssen. Das Repository stellt die Tiere dann ausschließlich Indianern für kulturelle Zwecke zur Verfügung. Die Wartezeit für einen Weißkopfseeadler liegt bei über 3,5 Jahren.
Ein eigener Flugdienst Fish & Wildlife aviation beschäftigt 62 Piloten und unterhält 56 Flugzeuge. Sie dienen der Kartierung von Tieren aus der Luft, insbesondere Wasservögel und Huftierherden, machen Patrouillenflüge gegen Wilderer und andere Rechtsverletzungen, überwachen Waldbrände und dienen der Versorgung abgelegener Stützpunkte insbesondere in Alaska. Sie erreichen eine Gesamtzeit von rund 10.000 Flugstunden im Jahr.

## Geschichte
Der United States Fish and Wildlife Service ist 1939 aus der U.S. Commission on Fish and Fisheries, einer Abteilung des US-Handelministeriums sowie aus der Division of Economic Ornithology and Mammalogy, einer Abteilung des US-Landwirtschaftsministeriums hervorgegangen und wurde dem Innenministerium zugeordnet.